# Русько-Полянське міське поселення
Русько-Полянське міськé посéлення — муніципальне утворення у Русько-Полянськом районі Омської області  Російської Федерации.
Адміністративний центр — робітниче селище Руська Поляна.

## Історія
Статус та межі міського поселення встановлено Законом Омської області від 30 липня 2004 року № 548-ОЗ «Про межі та статус муніципальних утворень Омської області» .

## Склад
До складу поселення входять 2 населені пункти:
| Населений пункт | Тип населеного пункту | Населення, осіб (2023) |
| --------------- | --------------------- | ---------------------- |
| Руська Поляна   | Залізнична станція    | 137                    |
| Руська Поляна   | Селище міського типу  | 6042                   |

1. ↑  Омская область. Общая площадь земель муниципального образования. Архів оригіналу за 6 серпня 2017. Процитовано 15 листопада 2015.
2. ↑  Закон Омской области от 30 июля 2004 года № 548-ОЗ «О границах и статусе муниципальных образований Омской области». Архів оригіналу за 28 червня 2019. Процитовано 15 листопада 2015.